# Hans Trees
Johann Peter Trees (genannt Hans) (* 4. Juli 1925 in Engers; † 23. Oktober 2005 in Neuwied) war ein deutscher Beamter und Politiker (SPD).

## Leben
Trees besuchte die Volksschule und die kaufmännische Schule Neuwied. Danach machte er eine kaufmännische Lehre und legte die Kaufmannsgehilfenprüfung ab. Danach war er als kaufmännischer Angestellter tätig und leistete 1943–1945 Reichsarbeitsdienst und Kriegsdienst. 1945–1966 war er Angestellter bzw. Beamter beim Arbeitsamt Neuwied. 1951 legte er die Zweite Verwaltungsprüfung ab und besuchte 1952–1953 die Akademie der Arbeit in Frankfurt am Main und die Verwaltungs-Akademie Koblenz. 1966–1970 war er stellvertretender Direktor, 1961 Leiter der Arbeitsvermittlung beim Arbeitsamt Neuwied und 1964 Direktor des Arbeitsamts Neuwied, zuletzt mit dem Titel eines Verwaltungsoberinspektors.

## Politik
Trees beantragte am 20. September 1942 die Aufnahme in die NSDAP und wurde zum 20. April 1943 aufgenommen (Mitgliedsnummer 9.427.995). 1946 wurde er Mitglied der SPD. Er war in der Partei Ortsvereinsvorsitzender, 1947 Mitglied des SPD-Kreisvorstands, 1952–1970 Vorsitzender des SPD-Kreisverbands Neuwied und 1956 Vorstandsmitglied des SPD-Bezirks Rheinland / Hessen-Nassau. 1946–1952 war er ehrenamtlicher Geschäftsführer des SPD-Kreisverbands Neuwied. 1969 wurde er Vorsitzender des SPD-Unterbezirks Neuwied-Altenkirchen und 1974 Mitglied des SPD-Parteirats. In der Jugendorganisation der SPD war er stellvertretender Vorsitzender der Jusos Rheinland / Hessen-Nassau und Mitglied des Landesausschusses der Jusos Rheinland-Pfalz.
Kommunalpolitisch war er ab 1952 Mitglied des Kreistags Neuwied. 1964–1974 war er Erster Kreisdeputierter, 1974–1979 Zweiter Kreisdeputierter, 1979 Erster Kreisdeputierter als politischer Vertreter des Landrats und 1981–1983 mit der Führung der Amtsgeschäfte betraut.
1956–1964 war er Amtsvertreter und Amtsbeigeordneter des Amts Engers und 1956–1964 Beigeordneter des Amts. 1960–1966 gehörte er dem Stadtrat Engers an und war 1960–1964 Erster Beigeordneter und 1964–1969 ehrenamtlicher Bürgermeister der Stadt Engers. Von 1966 bis 1968 war er Amtsbürgermeister in Engers.
In den Jahren 1971–1990 war er hauptamtlicher Bürgermeister bzw. Erster Beigeordneter der Stadt Neuwied.
Am 1. November 1959 rückte er für Elfriede Seppi in den Landtag Rheinland-Pfalz nach. Bei der Wahl 1959 wurde er erneut in den Landtag gewählt, dem er bis zum Ende der 5. Wahlperiode 1967 angehörte. Im Landtag war er Mitglied im sozialpolitischen Ausschuss. 1964 war er Mitglied der 4. Bundesversammlung.

## Ehrungen
- Freiherr-vom-Stein-Plakette (1972)
- Bundesverdienstkreuz am Bande (1975)
- Dr.-Johann-Christian-Eberle-Medaille (1981)
- Goldenes Ehrenzeichen des Reichsbunds (1984)
- Bundesverdienstkreuz Erster Klasse (1985)
- Verdienstmedaille des DRK-Landesverbands Rheinland-Pfalz (1985)
- Ehrenurkunde des Landkreistags Rheinland-Pfalz für 25-jährige Tätigkeit als Kreisdeputierter (1987)